# Jan Riesenkampf
Jan Riesenkampf (født 1963 i Zabrze, Polen) er en polsk digter, forfatter, essayist, litteraturkritiker og oversætter.